# Organisation pour une Papouasie libre

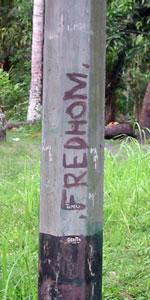
Mouvement pour une Papouasie libre, graffiti à Sentani, près de la capitale Jayapura.

L'Organisation pour une Papouasie libre (en indonésien Organisasi Papua Merdeka ou OPM) est un mouvement séparatiste armé, dirigé en 2009 par Goliath Tabuni, qui lutte pour l'indépendance des provinces indonésiennes de Papouasie et de Papouasie occidentale depuis 1969, réfutant l'accord de New York élaboré par l'ONU. Le mouvement était dirigé, jusqu'à son assassinat en 2001, par Theys Eluay.

## Historique et guérilla
En 1967 le gouvernement indonésien signe un contrat minier avec la société américaine Freeport et en 1967, les troisièmes réserves les plus importantes au monde pour le cuivre et les deuxièmes pour l'or, y sont découvertes. Les revenus de ces ressources sont donc partagés avec le gouvernement central et de nombreux Papous se sentent victimes de discriminations, c'est alors que naît l'OPM et mène une guerre de basse intensité. 
En 2001, Theys Eluay, le leader indépendantiste, est assassiné ce qui marque une décélération dans l'action de l'OPM.
En 2008, on observe une recrudescence des actes de guérillas contre l'armée indonésienne, elle mène une guérilla de basse intensité contre l'armée indonésienne et organise des attaques contre les employés d'entreprises internationales travaillant en Papouasie. Le Département d'État des États-Unis accuse ainsi le mouvement d'enlever des touristes et des ressortissants américains en Papouasie, ce qui le fait placer sur la liste officielle des organisations terroristes des États-Unis.
Le 14 décembre 2011, la police indonésienne parvient à attaquer le quartier général d'une cellule de l'OPM, tuant 14 séparatistes. 
En 2011, un bilan fait état de 100 000 déplacés et de 150 000 à 400 000 tués depuis le début de l'insurrection dans les années 1960
En 2014, l'action se porte sur le terrain politique, les indépendantistes fondent le Mouvement uni pour la libération de la Papouasie.

## Reprise du conflit (2019)
Depuis le 19 août 2019, les manifestations reprennent de l'ampleur et toutes les villes de la province indonésienne de Papouasie occidentale sont le théâtre de insurrections violentes contre les autorités indonésiennes. Le rassemblement s'est principalement mis en place et relayé par le biais des réseaux sociaux.
La raison du retour des manifestations s'explique par l'intervention policière et militaire dans un dortoir d'étudiants Papous au cœur de la grande ville de Surabaya sur l'île de principale d'Indonésie, Java. Sur la vidéo devenue virale, on entend des militaires traiter les étudiants de "singe", "cochon", et de "chien".
Les Papous dénoncent donc une politique raciste qui les considère comme des sous-citoyens. Des bâtiments officiels ont été incendiés, des commerces et des banques ont été saccagés, et des affrontements ont eu lieu entre Papous et policiers, alors que le président indonésien avait dépêché 1 200 hommes et envoyé le chef de la police et celui de l'armée.

## Financement de l'organisation
Le mouvement aurait été armé par la Libye sous le régime de Mouammar Kadhafi et serait entraîné par la Nouvelle Armée populaire (groupe armé philippin).